# Kågeröd
Kågeröd is een plaats in de gemeente Svalöv in Skåne de zuidelijkste provincie van Zweden. De plaats heeft 1413 inwoners (2005) en een oppervlakte van 163 hectare.
Het motorcircuit Ring Knutstorp ligt in deze gemeente.

## Verkeer en vervoer
Bij de plaats lopen de Länsväg 106 en Länsväg 109.
De plaats heeft een station aan de spoorlijnen Göteborg - Malmö, Malmö - Billesholm en had een station aan de spoorlijn Ängelholm - Arlöv.

## Geboren
- Marcus Lindberg (1980), voetballer